# Łużec
Der Łużec (deutsch: Flinsberger Kamm) ist ein 1037 m hoher Berg im schlesischen Teil des Isergebirges in Polen. Der Łużec ist einer der höchsten Berg des Isergebirges im Westen des Hohen Iserkamms in der Gemeinde Mirsk.

## Beschreibung
Der Gipfel ist fast vollständig mit Nadelwald bewachsen und liegt südöstlich des Stóg Izerski. Westlich schließt sich die Moosflecke an.